# Цизгаринский сельсовет
Цизгаринский сельсовет  — административно-территориальная единица и муниципальное образование со статусом сельского поселения в Дахадаевском районе Дагестана Российской Федерации.
Административный центр — село Цизгари.

## Население
| 2002 | 2010 | 2012 | 2013 | 2014 | 2015 | 2016 |
| ---- | ---- | ---- | ---- | ---- | ---- | ---- |
| 908  | ↘842 | ↗847 | ↗857 | ↗879 | ↗903 | ↘899 |
| 2017 | 2018 | 2019 | 2020 | 2021 | 2023 | 2024 |
| ↗914 | ↗931 | ↗938 | ↗939 | ↘927 | ↗942 | ↗954 |

## Состав
| № | Населённый пункт | Тип населённого пункта       | Население |
| - | ---------------- | ---------------------------- | --------- |
| 1 | Цизгари          | село, административный центр | ↗384      |
| 2 | Цураи            | село                         | ↗225      |
| 3 | Шадни            | село                         | ↗318      |